# 林绍楠
林绍楠（1889年—1945年），字顏樹，浙江省鄞縣人，中華民國外交官，是台灣日治時期國民政府派駐台灣最高銜級外交官。

## 外交生涯
1889年（光緒十五年） ，生於浙江省寧波府鄞縣永寿街（今属寧波市海曙區）。有兄林绍楷，鐵路工程師，曾任寧波市工務局局長。有妹林瑞莲，曾任毛福梅（蔣中正原配）的家庭教師。
早年赴上海求學，畢業於上海尚賢堂。後赴日本留學，先後就讀於日本明治大學、法政大學。
1911年冬，辛亥革命成功，清朝政府被推翻，上海成立了滬軍都督府，林紹楠出任庶務科長。
民國初年，任職於北京政府（北洋政府）外交部。1927年6月16日，出任國民政府外交部特派南京交涉員（特派江寧交涉員），南京關监督（江蘇金陵關監督）。1928年，出任中華民國外交部第一司幫辦兼科長。1935年，出任中華民國外交部駐浙閩區視察專員，該職位於1936年被裁撤。

## 民國駐日治台灣總領事
台灣日治時期，林绍楠為中華民國派駐日本統治下台灣的首任總領事，是民國政府在日治台灣的最高外交官。
1929年，國民政府行政院通過在日治下台灣設立領事館一案。1930年，中華民國外交部任命林紹楠為首任日治台北總領事。林紹楠自中國上海乘船赴台灣履新，先經過福州，再到達基隆，南下台北。據記載，林紹楠於民國19年（1930年）5月17日派署，民國20年（1931年）3月27日正式到任。1931年，中華民國駐台北總領事館正式開館。林紹楠到任後，受到台灣僑界的熱烈歡迎，中有僑領王德欽。1932年，林紹楠辭職。
林紹楠在日治台灣時期，與台灣當地僑民聯繫密切，觀測到了中台，中日、日台間的非法貿易甚至軍火貿易。1931年11月，曾密報：
近來中日奸商在台灣與閩浙沿岸間密輸貨物者絡繹不絕，其密輸入之貨物以白糖為大宗，海產及生果次之，間有軍火、嗎啡等違禁品大陸地點多在溫州以南、廈門以北之未開港，或有運至沿岸附近，轉裝漁船，或小船駁運，以掩人目者。閩省金門島及平潭尤為著名之密輸地。……迩且變本加厲，更有一二百噸之小型輪船揭青天白日旗公然在基隆裝載台貨，密輸中國者。

## 遺跡
- 今浙江省寧波市林氏舊宅，現為寧波市文物保護單位。原址為北宋名臣敷文閣侍制林保舊居，林保後人繁衍為“北郭林氏”，成為甬上望族，林紹楷和其弟林紹楠均生於此。[9]